# Récif artificiel
Ne doit pas être confondu avec Récif ou Récif corallien.

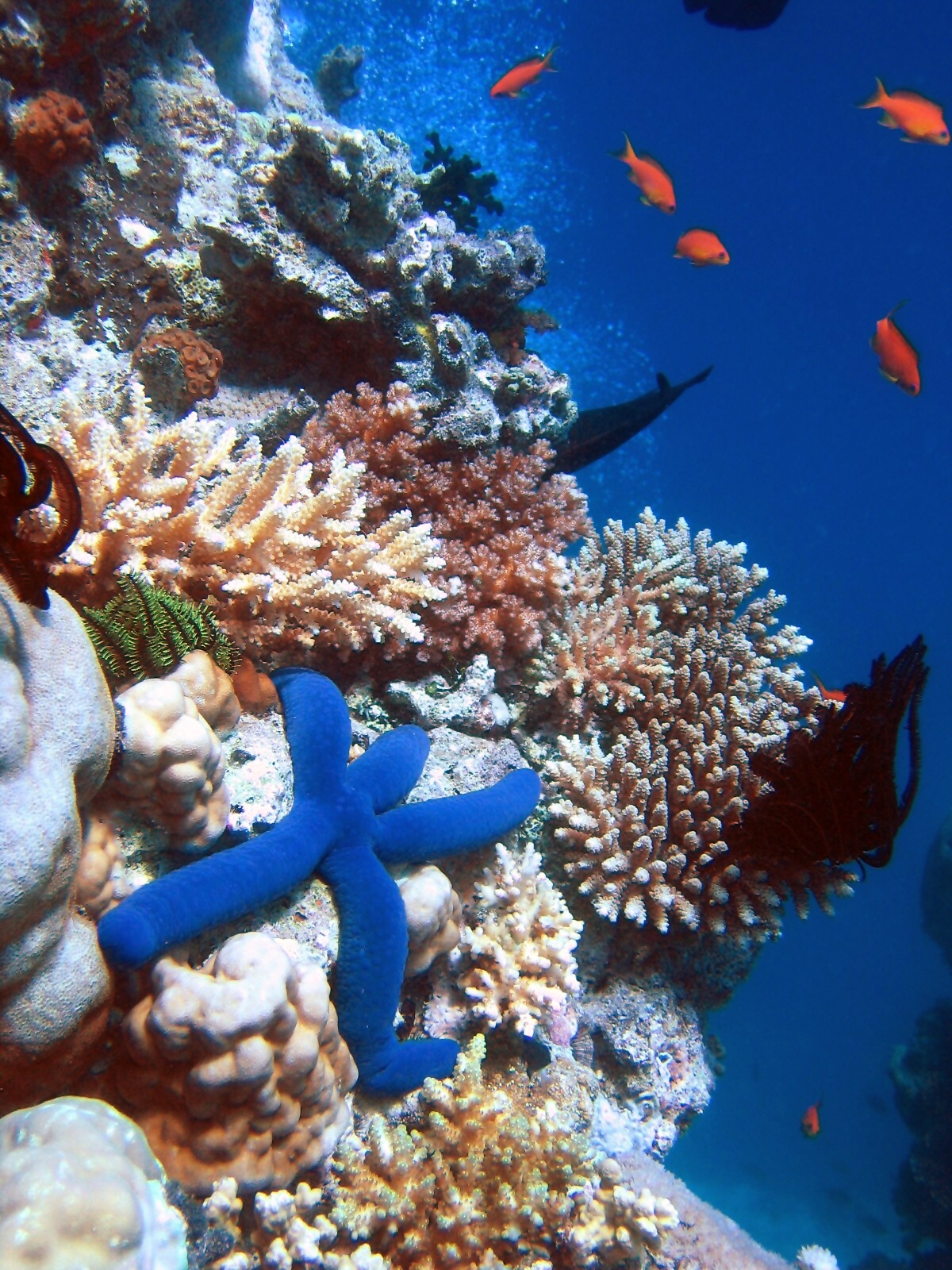
Le principe du récif artificiel est d'utiliser et valoriser la capacité naturelle de colonisation des espèces pionnières et de bioconstruction des organismes aquatiques.

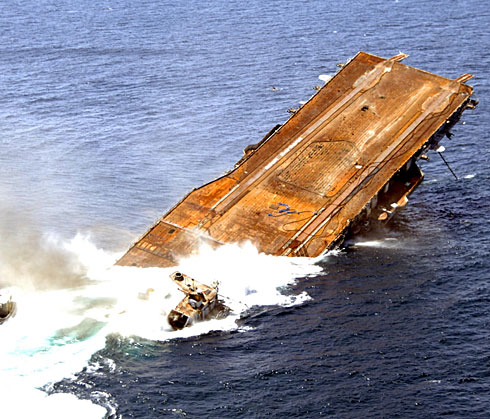
En 2006, l'USS Oriskany (CV-34), un porte-avions de l'US Navy, devient un récif artificiel dans le golfe du Mexique et le plus gros du genre.

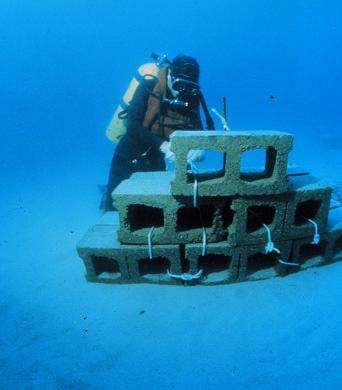
De simples parpaings, reliés en attendant une accrétion naturelle, pour qu'ils résistent aux tempêtes, à un éventuel accrochage par filet, chalut ou ancre de mouillage.

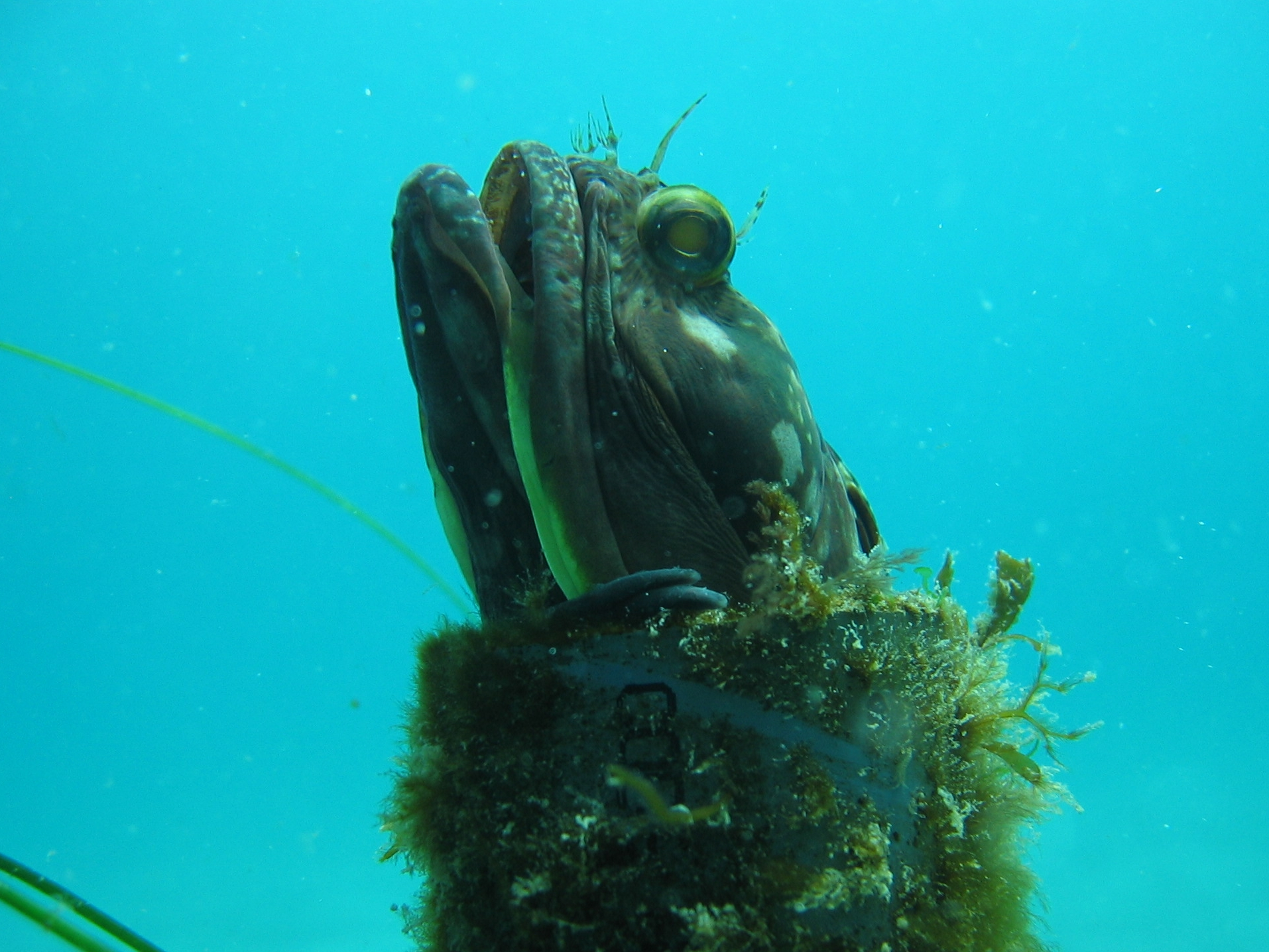
Un banal tuyau de PVC est colonisé en quelques semaines par des algues, des éponges et des invertébrés. Ici, un poisson y trouve un habitat de substitution.

Un récif artificiel est une structure immergée volontairement, à des fins d'étude scientifique, de protection physique d'un lieu (contre les vagues et les effets du vent), de production halieutique ou de loisir (plongée et photo sous-marine). La plupart des récifs artificiels concernent des milieux marins, mais quelques expérimentations ont porté sur des eaux douces ou saumâtres estuariennes. Dans la plupart des cas, les récifs artificiels sont colonisés en quelques mois, en attirant de nombreuses espèces de poissons et crustacés.

## Principes
Les récifs artificiels sont d'abord colonisés par des espèces pionnières, puis ils offrent un milieu de substitution à une biodiversité plus importante. S'ils sont riches en micro-habitats (qui ne sont pas nécessairement des structures rigides ; il peut s'agir de cordes ou algues synthétiques pouvant onduler dans le courant, permettant une meilleure oxygénation du milieu et/ou un meilleur contact avec les nutriments en suspension), qui elles-mêmes se couvriront d'organismes épiphytes vivants) Ce sont des lieux où les alevins et jeunes organismes peuvent mieux se protéger de la prédation.
Le principe est d'offrir aux espèces un habitat leur convenant, en matériaux les plus « biocompatibles » possibles, et le cas échéant une offre en nourriture, qui peut elle-même croître sur la structure artificielle. Le récif peut être multifonctionnel (il peut par exemple aussi servir de protection anti-chalutage, de lieu pour la découverte des espèces en plongée sous-marine), ou être un élément d'une autre structure (ponton, éolienne en mer par exemple).
Le gestionnaire, pour des raisons de protection de la nature ou halieutique peut viser à favoriser quelques espèces cibles. Un plan de restauration ou de réintroduction peut alors être associé au projet. Des réensemencements en larves issues de culture ont été testés, par exemple en Sicile.
Certains récifs peuvent aussi être utilisés pour stabiliser, en dissipant l'énergie des vagues, le trait de côte, des digues, des jetées ou des brise-lames.

### Le Japon, modèle d'une politique du récif artificiel
Le Japon est le seul pays à avoir développé une stratégie à grande échelle de développement de récifs artificiels. Il a réussi à quasi stabiliser et localement restaurer sa ressource halieutique marine. Environ 350 modèles de récifs répondant aux besoins de différentes espèces et aux conditions de milieu ont été construits sur environ 20 000 sites (en 2001, avec un budget annuel d'un milliard d'euros pour l’étude et le bio-aménagement des fonds marins) après des travaux empiriques, puis scientifiques, fondés sur l’étude in-situ des comportements, besoins et capacités de migration et recolonisation des espèces locales.
Ces récifs protègent et attirent aujourd’hui des dizaines de millions de poissons et crustacés. Les plus grands mesurent plusieurs milliers de mètres cubes et 80 mètres de haut.

### France
En France, les premières expérimentations datent de 1968 et, depuis, seules une quarantaine d’expériences ont été mises en place, souvent en Méditerranée. Au milieu des années 1980, 21 sites sont répartis de la région Languedoc-Roussillon (plus de 15 000 m3) à la région Provence-Alpes-Côte d’Azur (21 932 m3) et essentiellement à l’initiative de deux chercheurs spécialisés de l'Université de Montpellier, dont Sylvain Pioch, chercheur au laboratoire GESTER (Gestion des sociétés, des territoires et des risques) à l’Université Paul-Valéry de Montpellier formé au Japon. Au début des années 2000, quelques autres projets sont en cours, tels ceux étudiés par Egis-eau, qui doit installer 200 récifs de 10 m3 chacun au large d'Agde, dans l'Hérault, à des profondeurs de 10 à 30 mètres).
Par exemple, Marseille a lancé en 2008 son opération « Récifs Prado » dans la rade sud, pour en repeupler les fonds quasi désertés,. En 2015, c'est encore le plus grand ensemble récifs artificiel de Méditerranée (27 610 m3 de récifs sur 220 ha).
Outre-Mer, en 2002, La Réunion s'est engagée dans une expérimentation, à l'initiative des pêcheurs professionnels. Depuis 2007, de nouveaux prototypes en béton recyclé ont été conçus et immergés dans le cadre du programme « CORAIL Réunion », qui promeut la colonisation corallienne sur ces structures.

### Dispositifs d'attraction
Il existe divers types de dispositifs d'attraction, par exemple des structures de bambous ou de branches et feuillages construites par des pêcheurs et maintenues sous la surface de l'eau par un flotteur. Un autre exemple, en eau saumâtre ou en eau douce, est l'acadja, une technique aquacole utilisée en périphérie des lacs et des lagunes en Afrique de l’Ouest, dont au Bénin. Ces structures attirent et regroupent des poissons, qu'il est alors plus facile de piéger ou pêcher. Ils contribuent aussi à nourrir et protéger des poissons.
En Méditerranée, on pêche depuis longtemps les pieuvres en les piégeant dans des amphores immergées. Le premier exemple de récif artificiel connu est cité par l’empereur Go-Kōmyō en 1652 : des épaves coulées après avoir été remplies de pierres attiraient et abritaient les poissons, ainsi plus faciles à pêcher, près des ports.

## Limites, risques, échecs
Un récif artificiel est à la fois un dispositif d'attraction et d'augmentation de la productivité biologique. S'il est exploité en tant que ressource halieutique, au-delà d'un certain seuil, comme toute ressource, il peut être surexploité. En tant que DCP, dispositif d'attraction, il peut alors devenir un puits écologique, voire un piège écologique.
Quelques tentatives de récifs ont été des échecs, car constitués de matériaux toxiques et polluants.
Certains récifs trop fragiles, ou trop légers ont été détruits par les tempêtes d'équinoxe (par exemple devant le port de Morgat en Bretagne dans les années 1970). Avec l'augmentation du nombre de cyclones dans certaines régions, du monde, des précautions doivent être prises, en tenant compte des courants et des irrégularités spatiale dans le forçage du vent.

## Récifs artificiels de troisième génération
Ce sont des récifs expérimentés depuis la fin des années 1990.
Ils cherchent à imiter la nature en augmentant l'offre en micro-habitats. Des structures préfabriquées peuvent ainsi être mieux colonisées, dont dans les digues artificielles (module Ecopode par exemple pour les carapaces de digues). Ils peuvent en outre être teints dans la masse pour mieux ressembler à des rochers naturels et s'intégrer dans le paysage.
Ils sont parfois construits avec de grandes imprimantes 3D ou via des méthodes de génie écologique, par exemple au moyen de l'accrétion minérale électrolytique fondée sur l'entretien d'un faible courant électrique sur une structure porteuse métallique. Dans ce cas, le courant facilite l'accrétion du calcaire sur la structure formant le début d'un récif colonisable par de nouveaux coraux. Sur cette structure qui durcit avec le temps, s'installent spontanément ou sont « greffés » des coraux. Selon les promoteurs de cette méthode, c'est la seule méthode disponible pour rapidement restaurer un récif, et notamment des récifs morts à grande échelle à la suite d'un tsunami ou à la suite du phénomène de blanchiment des coraux.

### Conditions de réussite
Le récif doit être positionné à un endroit où assez de nutriments et de lumière sont disponibles. Ils doivent présenter un volume, une structure et des caractéristiques de micro-habitats convenant à l'attraction, la protection et la nourriture des espèces qu'il doit attirer et abriter (espèces facilitatrices et bioconstructrices notamment).
Il doit aussi résister aux vagues, courants et tempêtes ou à un tremblement de terre le cas échéant, voire aux tsunamis, dans la mesure du possible. Des introductions volontaires de coraux et organismes (Génie écologique) permettent une colonisation plus rapide.
Le récif doit être constitué de matériaux environnementalement neutres (« éco-compatibles »), non toxiques, non écotoxiques et être biogéographiquement judicieusement positionné. Il doit présenter les conditions de vie des espèces qu'on veut y attirer. Les cavités ombreuses, longues et étroites sont adaptées pour le congre ou la rascasse qui apprécient que leur corps soit en contact direct avec les parois. Le loup ou le sar recherchent une cavité plus grande où ils peuvent nager plus à l'aise. Ces deux derniers poissons attendront que quelques pionniers de leurs espèces aient inspecté et adopté ce nouveau décor, avant de le coloniser massivement.
Pour des raisons de sécurité (dont sécurité alimentaire) et d'écotoxicologie les récifs, sauf s'ils ont aussi un rôle de dépollution ne doivent pas être exposés à des panaches de pollution organique ou chimique, ou posés à proximité de zones de munitions immergées ou de zones mortes.
Des récifs artificiels en eau douce, par exemple testés dans l'Indiana (port en eau douce du sud du lac Michigan, pour accueillir les pontes de touladi), peuvent être colonisés par une espèce invasive (moule zébrée dans ce cas). La moule zébrée semble inhiber leur utilisation comme lieu de ponte du touladi. Sur des galets propres (sans moules zébrées), les pontes étaient de 11 à 29 fois plus élevées (selon le dispositif de collecte utilisées). En incubateur de laboratoire les réussites en termes de taux d'éclosion sont comparables, mais in situ, la présence des moules zébrées semble réduire la ponte et d'augmenter les dommages aux œufs. De tels récifs artificiels pourraient peut-être être plus utiles aux touladis s'ils sont installés en eau plus profonde, plus à l'abri du batillage et de l'effet des ondes de tempête, et là où les moules zébrées ne pullulent pas.
L'évaluation correctrice vise à améliorer les dispositifs et comprendre pourquoi un récif est ou non occupé par certaines espèces. Les principaux moyens sont :
- l'observation visuelle in situ (plongée sous-marine), avec ou sans échantillonnage, de jour et de nuit, à différentes saisons et à court (période de colonisation), moyen et long terme ;
- l'observation par robot ou vidéo avec appâts (ou éclairage de nuit) attirant les poissons ou certains crustacés ;
- l'observation sans appât ;
- l'observation d'indices de braconnage ou pollution, etc.

Ces modes d'évaluation présentent chacun des biais de surveillance, et semblent complémentaire pour repérer à la fois les espèces cryptiques (cachées dans le récif et les autres).
Des tests portant sur différents échantillons de matériaux peuvent également être faits en amont.

## Aspects environnementaux
Ocean Conservancy (ONG environnementale basée à Washington) estime que le bilan inconvénients/avantages des récifs artificiels tels qu'ils ont été réalisés en Floride (souvent à partir de carcasses métalliques de navires, avions, véhicules terrestres) doit être réexaminé. Selon Jack Sobel, chercheur au sein de cette ONG, quand on tient compte des problèmes de toxicité, de dommages collatéraux aux écosystèmes et de phénomènes de concentration du poisson (piège écologique ?) qui peuvent encourager une surexploitation de la ressource halieutique, « Il y a peu de preuves que ces récifs artificiels ont un avantage net ».

### Camouflage de décharges

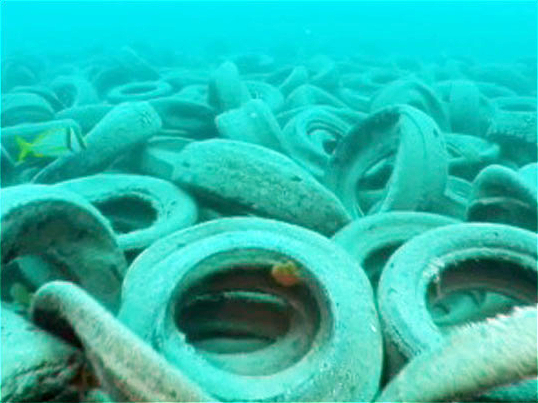
Environ deux millions de pneus ont été déversés au large des côtes de Fort Lauderdale (Floride), dans les années 1970, en présentant l'opération comme récif artificiel expérimental. Ce fut un échec. Les pneus contiennent des molécules toxiques dont du cadmium, du noir de carbone toxiques ou répulsives pour les organismes marins. De plus les tempêtes ont déstabilisé le récif. Après trois décennies, des plongeurs militaires ont commencé à retirer les pneus.

Suivant l'exemple ci-contre, des millions de pneus, souvent assemblés par des sangles de nylon ou des câbles en acier, ont été jetés en mer (en Australie, Nouvelle-Zélande, Malaisie et au large des États américains de New York, New-Jersey, de la Caroline du Nord, de Californie et de Floride). Les câbles en acier ont rouillé, des sangles ont cédé, et des milliers de pneus ont été rejetés sur les littoraux américains, en particulier pendant les ouragans (dont le long des côtes de Caroline du Nord après le passage de l'ouragan Fran en 1996). les États américains ont depuis interdit les récifs faits de pneus.
Certains récifs artificiels ou dispositifs d'attraction pourraient être assimilées à des tentatives de se débarrasser à moindre coût de déchets toxiques ou encombrants. Des récifs artificiels peuvent être assimilés à des structures de déchets en mer, en particulier ceux qui ont ainsi été constitués de milliers de pneus, qui n'ont d'ailleurs pas été colonisés (en raison de leur écotoxicité pour la flore et la faune marines). D'autres constitués d'accumulation de chars d'assaut, ou de carcasses de navires (avec moteurs, antifouling toxique, etc.) sont bien moins propices à la colonisation que des structures spécialement conçues.
Néanmoins, il a été démontré que certaines épaves pouvaient localement jouer un rôle d'oasis pour la biodiversité.

### Généralités
- (en) A. J. Adams, Dynamics of fish assemblages associated with an offshore artificial reef in the southern Mid-Atlantic Bight (thèse M.A.), Williamsburg, coll. « William and Mary », 1993, 97 p.
- (en) S. A. Bortone, « A perspective of artificial reef research: thepast, present, and future », Bulletin of Marine Science, vol. 78,‎ 2006, p. 1-8
- J. Boujea, La colonisation par les poissons et les invertébrés benthiques des récifs artificiels du golfe d’Aigues-Mortes après 2 ans d’immersion, 2002, 52 p.
- G. Véron, J. Denis, E. Thouard, O. Thébaud et A. Gérard (travail coordonné par André Gerard et Emmanuel Thouard), Les récifs artificiels État des connaissances et recommandations, Ifremer, Direction de la Prospective et de la Stratégie Scientifique et Direction des Relations Internationales, 7 février 2008
- BCEOM, Les récifs artificiels et le repeuplement au Japon (rapport), Université Paul-Valéry-Montpellier-III, Ifremer, 2006
- V. Heyraud, Les acteurs des récifs artificiels en Languedoc-Roussillon, proposition d’une structuration dans une perspective de gestion intégrée des zones côtières (mémoire Master « Gestion des littoraux et des mers »), Université Montpellier-I, II et III, 2007, 152 p.
- (en) A. Jensen, « Artificial reefs of Europe: perspective and future », ICES Journal of Marine Science (en), vol. 59,‎ 2002, p. 3-13

### Concernant les récifs artificiels d'intérêt halieutique
(octobre 2024).
- (en) Auger, p. Lett C, Moussaoui A & Pioch S(2010), [Optimal number of sites in artificial pelagic multisite fisheries]; Can. J. Fish. Aquat. Sci. 67 : 296-303 (2010) doi:10.1139/F09-188 ; NRC Research Press.
- (en) Charbonnel E., Serre C., Ruitton S., Harmelin J.G., Jensen A., 2002. Effects of increased habitat complexity on fish assemblages associated to large artifical reef units (French Mediterranean coast), ICES Journal of Marine Sciences, 59 (S) 208-213.
- Charbonnel E. (2007). Les récifs artificiels au secours des poissons. Éléments de synthèse et de réflexion sur les récifs artificiels. Site Internet FUTURA SCIENCE, juillet 2007. 21 p.
- Collard D., Charbonnel E., 1998. Impacts des récifs artificiels de Marseillan et d’Agde sur le milieu marin et la pêche professionnelle. Bilan du suivi 1996/1997. Contrat Conseil Régional Languedoc-Roussillon et Conseil Général de l’Hérault. CEGEL et GIS Posidonie, Fr. : 1-168.
- Dalias N., 2005. La plongée sous-marine et les récifs artificiels dans la région de la Réserve Naturelle Marine de Cerbère-Banyuls, Fr: 16 p.
- Ducloy P. (2006). Bilan halieutique des immersions de récifs artificiels en Languedoc-Roussillon, perspectives et propositions d’action. Mémoire DAA/SSHA. Agrocampus Rennes/CEPRALMAR. 92 p.
- (en) Garcia S. (1990). Artificial reefs and fish aggregating devices in southeast asian fisheries : management issues. Symposium on artificial reefs and fish aggregating devices as tools for the managementt and enhancement of marine fisheries resources. Colombo, Sri Lanka, 14-17 mai 1990. 11 p.
- Hennache C., 2010. Synthèse bibliographique des principaux programmes de récifs artificiels en France et en Europe. CREAA, 21 p.
- Sylvain Pioch, Université de Montpellier, présentation de l'auteur (thèse cifre) « Les "habitats artificiels" : élément de stratégie pour une gestion intégrée des zones côtières ? Essai de méthodologie d’aménagement en récifs artificiels adaptés à la pêche artisanale côtière ». 286 p.
- Tessier E., 2005. Dynamique des peuplements ichtyologiques associés aux récifs artificiels à l’île de la Réunion (ouest de l’océan Indien) - Implication dans la gestion des pêcheries côtières. Ecologie Marine. Université de la Réunion. 254 p.
- (en) Pioch S., Kilfoyle K., Levrel H., Spieler R., 2011. Green marine construction. Journal of Coastal Research ; 61 : 257–268.
- Pioch, S., Raynal, J.C, Aliaume, C., Lasserre, G. (2008) à paraître « Approche méthodologique d’aménagement des fonds marins au moyen d’habitats artificiels dans une optique de gestion responsabilisante adaptée » Actes du colloque international sur la gestion des récifs artificiels pour l’aménagement des pêches et la conservation des ressources marines DPM-FSPS ; Dakar, Sénégal, 11- 14 novembre 2008, 12 p.
- Pioch S. 2004. Bilan des immersions de récifs artificiels en Languedoc-Roussillon. Mémoire de Master « activités et aménagements littoraux et maritimes ». 85 p. + annexes.
- Pioch S. 2007. Les Récifs Artificiels et le Repeuplement au Japon. BCEOM – Université Montpellier 3 – IFREMER. 133 p.
- Pioch, S., Raynal, J.C., Lasserre, G. (2008) « Les habitats artificiels, une composante évolutive de la stratégie de gestion intégrée des zones côtières » Actes du Colloque franco japonais d’océanographie ;, Marseille, France, 7- 9 septembre 2008 ; 7 p.
- Pioch, S. (2007) « Limiter la baisse irréversible des stocks côtiers exploités ? Les aménagements d’amélioration de la production halieutique au Japon ». Actes du 8e forum halieumétrique, Association Française d’Halieumétrie. La Rochelle, France, 19-20-21 juin 2007, 2 p.
- Pioch, S., Doumenge, J.P. (2006) « Définition de récifs artificiels à partir d’indicateurs écologiques et socio-économiques » Université de Bretagne Sud « Les environnements côtiers » Laboratoire d’Études et de modélisation des environnements littoraux (LEMEL), Vannes, Golfe du Morbihan, France, 6 et 7 septembre 2006, 5 p.